# Carabus variolosus
Carabe noduleux
Espèce
Carabus variolosus, le Carabe noduleux, est une espèce d’insectes coléoptères dont le mode de vie est semi-aquatique. Il mesure environ 30 mm, est de couleur noire et ses élytres sont décorés de nodules caractéristiques qui lui valent son nom vernaculaire.

## Évolution taxonomique
On a considéré durant un temps que Carabus variolosus comptait deux sous-espèces : Carabus variolosus variolosus et Carabus variolosus nodulosus. Depuis 2013, la littérature scientifique tend à considérer qu’il s’agit en fait de deux espèces distinctes : Carabus variolosus et Carabus nodulosus,.

## Écologie
Ce carabe vit entre 370 et 650 m d’altitude dans des zones boisées comportant de très petits cours d’eau pérennes ou des zones marécageuses. Il hiverne plusieurs mois dans le bois mort dans l’eau (chablis, troncs en décomposition, souche…), les adultes sortent au printemps et ont une durée de vie qui peut atteindre trois ans. La larve comme l’adulte sont des prédateurs semi-aquatiques : gammares, sangsues, larves de trichoptères… Ils peuvent aussi consommer des invertébrés terrestres ou des fruits.

## Répartition
Cette espèce ayant une écologie originale, ses populations sont très difficiles à détecter. Elle a tout de même été observée en Bulgarie, République tchèque, Moldavie, Pologne, Roumanie, Slovaquie, Ukraine, Slovénie, Croatie, Serbie, Monténégro, Bosnie-Herzégovine, Allemagne et Macédoine du Nord . Carabus (variolosus) nodulosus se trouve en France, et si elle semble avoir disparu du Massif Central et du Morvan, elle est encore dans le massif Vosgien et Rhône-Alpes, et des stations ont été découvertes en 2019.

## Statuts de protection
Il est inscrit aux annexes II et IV de la Directive Habitats-Faune-Flore, les États membres de l’UE doivent alors protéger ses populations notamment par la désignation de sites Natura 2000.